# Hyperon

SU(3)-Baryon-Oktett (Spin 1/2) mit den Quantenzahlen Isospin I_{3}, Strangeness S und elektrische Ladung Q

SU(3)-Baryon-Dekuplett (Spin 3/2) mit denselben Quantenzahlen. Alle Teilchen außer dem Ω-Baryon sind kurzlebige (Spin-)Anregungen der Grundzustände im Oktett und können über die starke Wechselwirkung zerfallen.

Als Hyperonen werden Baryonen bezeichnet, die mindestens ein Strange-Quark (s-Quark), aber kein schweres Quark (also Charm- oder Bottom-Quark) als Valenzquark enthalten. Hyperonen wurden erstmals in den 1950er Jahren nachgewiesen. Sie sind instabil und anders als die Nukleonen nicht am Aufbau der normalen Materie beteiligt, sondern gehören zu den Seltsamen Teilchen. Atomkerne, die Hyperonen enthalten, heißen Hyperkerne.

## Nomenklatur und Eigenschaften
Die Nomenklatur der Hyperonen richtet sich nach der Zahl ihrer s-Quarks, d. h. nach ihrer Strangeness:
- 1 s-Quark: Lambda (Λ) (Isospin = 0) und Sigma (Σ) (Isospin = 1)
- 2 s-Quarks: Xi (Ξ)
- 3 s-Quarks: Omega (Ω).

Hyperonen zerfallen meist unter Einwirkung der Schwachen Wechselwirkung. Dabei wird ein mittelschweres s-Quark in ein leichtes u-Quark umgewandelt, was durch den Austausch eines W−- vermittelt wird. Diese Bosonen koppeln ihrerseits meist an Quarks, wobei z. B. Pionen entstehen (hadronischer Zerfall), können aber auch in Leptonen übergehen (semileptonischer Zerfall). Da einige Hyperonen paritätsverletzend zerfallen (z. B. Λ → pπ−), spielten sie eine wichtige Rolle in der Entwicklung einer Theorie für die Schwache Wechselwirkung.
| Hyperon         | Quark- inhalt | Spin und Parität (JP) | Iso- spin | Strange- ness | Masse (MeV)  | Lebensdauer (s)    | Zerfallskanäle  |
| --------------- | ------------- | --------------------- | --------- | ------------- | ------------ | ------------------ | --------------- |
| Lambda Λ        | uds           | 1/2+                  | 0         | −1            | 1115,683(6)  | 2,632(20) · 10−10  | pπ−,nπ0         |
| Sigma Σ+        | uus           | 1/2+                  | 1         | −1            | 1189,37(7)   | 0,8018(26) · 10−10 | pπ0, nπ+        |
| Sigma Σ0        | uds           | 1/2+                  | 1         | −1            | 1192,642(24) | 7,4(7) · 10−20     | Λγ              |
| Sigma Σ−        | dds           | 1/2+                  | 1         | −1            | 1197,449(30) | 1,479(11) · 10−10  | nπ−             |
| Xi Ξ0           | uss           | 1/2+                  | 1/2       | −2            | 1314,86(20)  | 2,90(9) · 10−10    | Λπ0             |
| Xi Ξ−           | dss           | 1/2+                  | 1/2       | −2            | 1321,71(7)   | 1,639(15) · 10−10  | Λπ−             |
| Sigma Σ*+(1385) | uus           | 3/2+                  | 1         | −1            | 1382,80(35)  |                    | Λπ, Σπ          |
| Sigma Σ*0(1385) | uds           | 3/2+                  | 1         | −1            | 1383,7(1,0)  |                    | Λπ, Σπ          |
| Sigma Σ*−(1385) | dds           | 3/2+                  | 1         | −1            | 1387,2(5)    |                    | Λπ, Σπ          |
| Xi Ξ*0(1530)    | uss           | 3/2+                  | 1/2       | −2            | 1531,80(32)  |                    | Ξπ              |
| Xi Ξ*−(1530)    | dss           | 3/2+                  | 1/2       | −2            | 1535,0(6)    |                    | Ξπ              |
| Omega Ω−        | sss           | 3/2+                  | 0         | −3            | 1672,45(29)  | 0,821(11) · 10−10  | ΛK−, Ξ0π−, Ξ−π0 |

## Begriffsgeschichte
Der Begriff Hyperon entstand vor der Entdeckung der Quarks. Eine erste Definition lautete: Ein Hyperon ist ein Teilchen, welches schwerer ist als das Neutron, aber leichter als das Deuteron. Mit der Einführung der Quarks als fundamentale Teilchen wurde auch die Definition abgeändert in Baryonen, die s-Quarks enthalten. Mit der Entdeckung der schweren Quarks Charm und Bottom wurde auch diese Definition ungenau, aber nicht weiter spezifiziert. Stattdessen wurde ein Klassifizierungsschema für die Baryonen entworfen. Der Name Hyperon ist als Sammelbegriff weiterhin gebräuchlich in der obigen Definition.